# Vila Nova de Paiva (freguesia)
Vila Nova de Paiva is een plaats (freguesia) in de Portugese gemeente Vila Nova de Paiva en telt 1411 inwoners (2001).